# Кичик-Тава
Кичик-Тава (азерб. Kiçik Tava adası; ранее — Малая Плита) — остров в Каспийском море, у средне-восточного побережья Азербайджана. Один из островов Апшеронского архипелага. Расположен в 4 км к востоку от острова Бёюк-Тава, между островами Пираллахи и Чилов.
Во многих местах окрестности острова мелководны, имеются банки и рифы.
Остров необитаемый. Рельеф равнинный. Остров состоит из двух частей. Эти части соединяются мелководьем. Расположен -28 метров над уровнем моря. Административно относится к Пираллахинскoму району.